# Leuvrigny
Leuvrigny ist eine französische Gemeinde mit 302 Einwohnern (Stand 1. Januar 2022) im Département Marne in der Region Grand Est (vor 2016 Champagne-Ardenne). Sie gehört zum Arrondissement Épernay und zum Kanton Dormans-Paysages de Champagne.

## Geographie
Leuvrigny liegt rund 27 Kilometer südwestlich von Reims. Nachbargemeinden von Leuvrigny sind Mareuil-le-Port im Norden und Nordwesten, Œuilly im Osten und Nordosten sowie Festigny im Süden und Westen.

## Bevölkerungsentwicklung
| Jahr                       | 1962 | 1968 | 1975 | 1982 | 1990 | 1999 | 2006 | 2011 | 2018 |
| -------------------------- | ---- | ---- | ---- | ---- | ---- | ---- | ---- | ---- | ---- |
| Einwohner                  | 401  | 242  | 246  | 276  | 300  | 324  | 327  | 320  | 324  |
| Quellen: Cassini und INSEE |      |      |      |      |      |      |      |      |      |

## Sehenswürdigkeiten

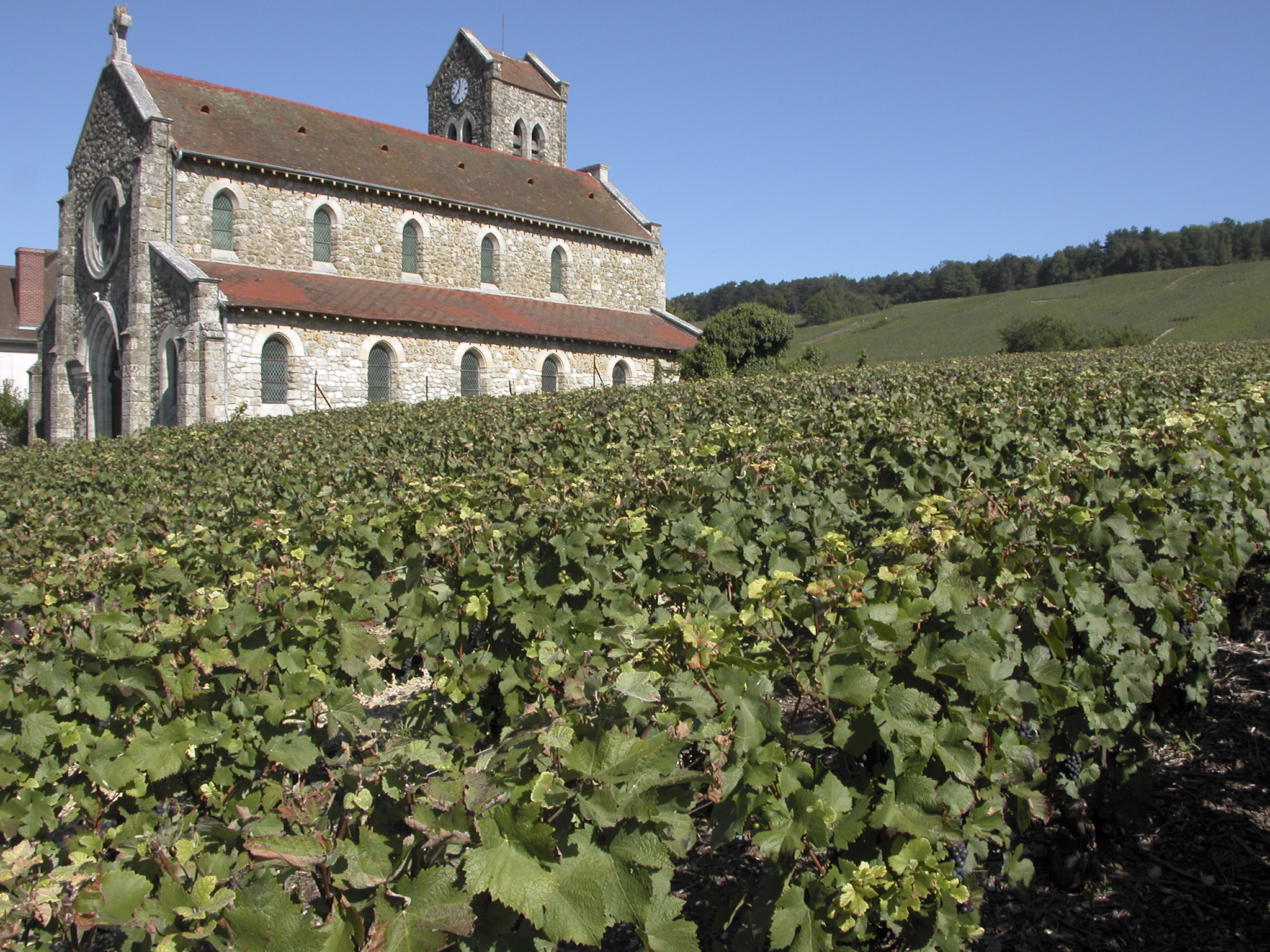
Kirche Saint-Martin in den Weinbergen

- Kirche Saint-Martin